# Plateau de Mostaganem
Le plateau de Mostaganem est un plateau d'Algérie situé au Nord-Ouest du pays dans la wilaya de Mostaganem.

## Description
Le plateau de Mostaganem est un plateau semi-aride et sablonneux, en forme de triangle et limité au nord par le Chellif. La pluviométrie est de 350 mm par an.
Le plateau de Mostaganem englobe onze communes dans la wilaya de Mostaganem : Mostaganem, Aïn Tedles, Sour, Bouguirat, Sirat, Souaflia, Mesra, Aïn Sidi Cherif, Mansourah, Touahria et Sayada.
Pendant la colonisation française, la culture de la vigne a été introduite sur le plateau. Après l’indépendance du pays, elle a été remplacée par le maraichage irrigué, les agrumes et la culture céréalière. Cependant, dans certains secteurs à l’est de Mostaganem, le remplacement du vignoble a provoqué l’apparition des petites dunes conséquence de la remise de mouvement des sols.